# یک دروغ مصلحتی کوچک
یک دروغ مصلحتی کوچک (انگلیسی: A Little White Lie؛ با نام قبلی شرایور (Shriver)) یک فیلم کمدی آمریکایی مستقل به نویسندگی و کارگردانی مایکل مارن که براساس رمان شرایور اثر کریس بلدن ساخته شده‌است. بازیگران اصلی این فیلم مایکل شنون، کیت هادسن، دان جانسون، داوین ووی راندولف، جیمی سیمپسون، زک برف، مارک بون جونیور و آیا نائومی کینگ هستند. این فیلم در مورد یک نویسنده مرد معروف است که به اشتباه به یک جشنواره ادبی دعوت می‌شود و مورد استقبال طرفداران و نویسندگان قرار می گیرد، اما با ورود شرایور واقعی به عنوان یک شیاد لو می‌رود.
ابتدا قرار بود تولید در سال ۲۰۱۷ آغاز شود اما به سال ۲۰۲۰ موکول شد. با بازیگران جدید، فیلمبرداری در فوریه ۲۰۲۰ آغاز شد و یک هفته مانده به پایان یافتن تولید همه گیر کووید ۱۹ تا بیش از یک سال بعد. در تاریخ ۳ مارس ۲۰۲۳ در سینماها و ویدیوهای درخواستی منتشر شد.

## انتشار
این فیلم برای اولین بار در جشنواره فیلم نیوپورت بیچ در ۱۴ اکتبر ۲۰۲۲ نمایش داده شد. پارامونت پیکچرز و سابان فیلم این فیلم را در ۳ مارس ۲۰۲۳ در سینماها و پلتفرم‌های دیجیتال محدود منتشر کردند.

## بازخوردها
در وب‌سایت جمع‌آوری نقد راتن تومیتوز از ۳۸ نقد منتقد، با میانگین امتیاز ۵ از ۱۰ مثبت هستند. در متاکریتیک، که از میانگین وزنی استفاده می کند، بر اساس هشت منتقد، امتیاز ۴۲ از ۱۰۰ را به فیلم اختصاص داد که نشان دهنده نقدهای "مختلط یا متوسط" است.

## بازیگران
- مایکل شنون در نقش شرایور
- کیت هادسن در نقش سیمون کلیاری
- دان جانسون در نقش تی. واسرمن
- داواین جوی راندولف در نقش دلتا جونز
- جیمی سیمپسون در نقش کارآگاه کارپاس
- زک برف
- مارک بون جونیور به عنوان لنی
- آیا نائومی کینگ نقش بلیث براون
- آدیر کالیان در نقش ویکتور بنت
- لیست پیتون به عنوان رزورشن هتل
- بنجامین کینگ در نقش جک بلانت
- کیت لیندر به عنوان رئیس دانشکده[۴][۵]

## تولید
فیلمبرداری قبلاً پیش از دنیاگیری کووید-۱۹ آغاز شده بود و پس از آن از سر گرفته شد.